# House of Night
House of Night är en bokserie av den amerikanska författaren P.C. Cast och hennes dotter Kristin som handlar om Zoey Redbird. Hon blir "märkt" av en vampyrspårare och plötsligt förändras hennes liv på några få minuter. Till skillnad från många andra vampyrserier dör man inte för att bli vampyr; det är en biologisk förändring som sker i vampyrelevens kropp. Det finns dock en risk att vampyrelevens kropp stöter bort förändringen, och då dör. Serien är riktad till ungdomar. Totalt planeras det att ges ut 12 böcker i serien. 2008 skrev Variety att det hade börjat planeras att böckerna skulle bli en filmversion.

## Böcker om Zoey Redbird
1. Vampyrens märke (Engelsk titel är Marked) (år 2007 på engelska och år 2009 på svenska)
2. Sveket (Engelsk titel är Betrayed) (år 2007 på engelska och år 2009 på svenska)
3. Utvald (Engelsk titel är Chosen) (år 2008 på engelska och 2010 på svenska)
4. Svart Ängel (Engelsk titel är Untamed) (år 2008 på engelska och i mars 2010 på svenska)
5. Jagad (Engelsk titel är Hunted) (år 2009 på engelska och 2010 på svenska)
6. Frestad (Engelsk titel är Tempted) (år 2009 på engelska och 28 januari 2011 på svenska)
7. Bränd (Engelsk titel är Burned) (år 2010 på engelska och 7 juni 2011 på svenska)
8. Uppvaknandet (Engelsk titel är Awakened) (år 2011 på engelska och 1 oktober 2011 på svenska)
9. Ödet (Engelsk titel är Destined) (år 2011 på engelska och 15 juni 2012 på svenska)
10. Gömd (Engelsk titel är Hidden) (år 2012 på engelska och 3 juni 2013 på svenska)
11. Blottad (Engelsk titel är Revealed) (år 2013 på engelska och 2 juni 2014 på svenska)
12. Försoning (Engelsk titel är Redeemed) (14 oktober 2014 på engelska och 5 februari 2015 på svenska)

## House Of Night Other World (HoN)
1. (Engelsk titel Loved) ( År 2017 på engelska)
2. (Engelsk titel Lost) ( År 2018 på engelska)
3. (Engelsk titel Forgotten) (År 2019 på engelska)

## House Of Night Extra böcker
1. (Engelsk titel The Fledgling Handbook 101) ( År 2010 på engelska)
2. (Engelsk titel Nyx In The House Of Night) ( År 2011 på engelska)
3. (Engelsk titel House Of Night: Legacy) ( År 2012 på engelska)
4. (Engelsk titel Wisdom Of The House Of Nigh Oracle Cards) ( År 2012 på engelska)
5. (Engelsk titel House Of Night Coloring Book #1) (År 2014 på engelska)

- House of Night's officiella webbplats
- P.C. Cast officiella webbplats